# Both Sides of the Sky
Both Sides of the Sky è un album del musicista statunitense Jimi Hendrix, pubblicato postumo da Legacy Recordings ed Experience Hendrix il 9 marzo 2018. L'album è il terzo di una trilogia di uscite postume costituita anche dai precedenti Valleys of Neptune (2010), e People, Hell & Angels (2013).

## Il disco
L'album contiene materiale inciso da Hendrix in studio nel periodo 1968-1970. Un lasso di tempo di due anni molto fertile per il chitarrista di Seattle, dove egli non solo imparò a sfruttare al meglio lo studio di registrazione, ma incise anche moltissimi pezzi rimasti inediti, incompleti o pubblicati postumi dopo la sua morte. La prima traccia sul disco, una reinterpretazione di Mannish Boy di Muddy Waters, registrata il 22 aprile 1969, segnò la prima seduta in studio in assoluto del trio composto da Hendrix, Billy Cox e Buddy Miles, in seguito conosciuto come Band of Gypsys. Stephen Stills suona e canta in Woodstock e in $20 Fine, entrambe provenienti dalla sessione del 30 settembre 1969 al Record Plant di New York. Power of Soul segna una svolta stilistica drammatica per Hendrix, essendo uno dei brani più intricati, e complessi da lui incisi. A partire dal maggio 1969, Jimi fece molti tentativi di registrare il pezzo. Ognuno di questi gli diede la possibilità di sperimentare con la base ritmica e con gli assoli di chitarra, oltre che rifinire il sofisticato arrangiamento del brano. Hendrix non completò comunque mai Power of Soul. Georgia Blues, con Lonnie Youngblood al sax, incisa il 19 marzo 1969 al Record Plant, fu inclusa nella colonna sonora del documentario Martin Scorsese Presents the Blues: Jimi Hendrix del 2008. Send My Love to Linda non fu mai sviluppata completamente, e la versione inclusa nel disco è un montaggio di tre take differenti. Cherokee Mist venne registrata nel maggio 1968 dai soli Hendrix e Mitch Mitchell, e vede Hendrix suonare un sitar elettrico.

## Tracce
Testi e musiche di Jimi Hendrix.
1. Mannish Boy – 5:01 (Muddy Waters)
2. Lover Man – 3:05
3. Hear My Train A Comin' – 7:26
4. Stepping Stone – 3:12
5. $20 Fine – 4:59 (Stephen Stills)
6. Power of Soul – 5:55
7. Jungle – 3:28
8. Things I Used to Do – 3:41 (Guitar Slim)
9. Georgia Blues – 7:55
10. Sweet Angel – 3:54
11. Woodstock – 5:19 (Joni Mitchell)
12. Send My Love to Linda – 4:36
13. Cherokee Mist – 7:01

## Formazione
- Jimi Hendrix – chitarra, voce, basso nella traccia 11
- Billy Cox – basso
- Buddy Miles – batteria
- Mitch Mitchell – batteria
- Noel Redding – basso
- Stephen Stills – voce e organo nelle tracce 5 e 11[1]
- Johnny Winter – chitarra nella traccia 8
- Lonnie Youngblood – voce e sassofono nella traccia 9

## Accoglienza
| Recensione | Giudizio |
| ---------- | -------- |
| AllMusic   | [ 2 ]    |
| SpazioRock | [ 3 ]    |

Kenneth Bridgham del sito AllMusic assegnò tre stellette su cinque all'album, scrivendo: "È evidente che la famiglia Hendrix sta raschiando davvero il fondo del barile dell'archivio" [...] "La maggior parte delle canzoni incluse sono disponibili in versioni migliori e più rifinite in altri album precedenti, e gran parte del resto non può qualificarsi come parte del vero patrimonio di Hendrix (Jimi che suona il basso in una sessione scartata di Stephen Stills... seriamente?)".